# Pedgaon
Pedgaon är en ort i Indien.   Den ligger i distriktet Ahmadnagar och delstaten Maharashtra, i den centrala delen av landet, 1 200 km söder om huvudstaden New Delhi. Pedgaon ligger 521 meter över havet och antalet invånare är 4 672.
Terrängen runt Pedgaon är platt. Runt Pedgaon är det ganska tätbefolkat, med 155 invånare per kvadratkilometer. Närmaste större samhälle är Shrīgonda, 11,5 km norr om Pedgaon. Trakten runt Pedgaon består till största delen av jordbruksmark.